# Maria Cecilia Farina
Maria Cecilia Farina, née à Milan, est une organiste classique italienne, professeure d'orgue et de chant grégorien au Conservatoire Giuseppe Verdi de Milan dont elle fut élève.

## Biographie
Maria Cecilia Farina, née à Milan, est issue d'une famille de musiciens connus de Pavie et ses études portent sur plusieurs disciplines musicales. Elle obtient les diplômes en orgue et composition pour orgue, piano, clavecin, musique chorale et direction de chœur au Conservatoire Giuseppe Verdi de Milan.
Maria Cecilia Farina se consacre en particulier à l’orgue, sous la direction de Michel Chapuis, Luigi Ferdinando Tagliavini et Harald Vogel. Elle approfondit ensuite dans la classe de Michael Radulescu à l’Académie de musique et des arts du spectacle de Vienne, qui rédige ainsi sa lettre de présentation : (extrait) : 

« ….C’est une joie de travailler avec elle, organiste très douée, musicienne complète et très intelligente. »

Elle poursuit sa formation trois années de plus avec Kenneth Gilbert à l'Académie musicale Chigiana de Sienne afin de se perfectionner au clavecin.
Elle remporte des prix dans des concours d’orgue et de clavecin (Spoleto, 1981; Bologne, 1985) ; elle se produit dans des concerts en Italie, en Europe, en Argentine, Israël, Corée du Sud ; elle participe au Festival Estival de Paris, au Tribute to Stradivarius à Londres, aux Wienerorgelkonzerte à Vienne, entre autres. 
Elle enseigne l'orgue et le chant grégorien au Conservatoire Giuseppe Verdi de Milan. Elle est docteur ès lettres de l’Université de Pavie, sa ville de résidence. Depuis plusieurs années, elle donne des concerts d'orgues historiques italo-corses.